# Sitio de Gaeta (1707)
El sitio de Gaeta tuvo lugar desde julio hasta el 30 de septiembre de 1707 durante la Guerra de Sucesión Española. Las tropas austriacas del conde Daun tomaron la ciudad después de tres meses de asedio. Las fortificaciones de la ciudad fueron destruidas por completo. Con su toma, todo el Reino de Nápoles quedaba en manos de las tropas austriacas.
Con la caída del Reino de Cerdeña en manos de los austracistas en agosto del año siguiente, los Borbones solo mantenían el Reino de Sicilia y Porto Longone en Italia. 
- Datos: Q3485892
- Multimedia: Siege of Gaeta (1707) / Q3485892